# Амелин, Максим Альбертович
Макси́м Альбе́ртович Аме́лин (род. 7 января 1970, Курск) — российский поэт, переводчик, литературный критик и издатель. Главный редактор издательства «ОГИ» (с 2008 года).

## Биография
Родился 7 января 1970 года в Курске.
В 1988 году окончил Курский торговый техникум (коммерческий колледж). Служил в армии рядовым.
С 1991 по 1994 год учился в Литинституте, занимался в семинаре Олеси Николаевой. С 1995 года работал коммерческим директором в издательстве «Symposium», с 2008 года — главный редактор издательства «ОГИ». Живёт в Москве. Женат на поэтессе Анне Золотарёвой.
Печатался в «Новом мире», «Знамени», «Арионе» и других толстых журналах. Автор книг стихов («Dubia», «Холодные оды», «Конь Горгоны») и многочисленных переводов с латыни и древнегреческого.
Творческую манеру Максима Амелина определила Татьяна Бек, назвавшая его «архаистом-новатором». Влияние на его творчество оказали русская поэзия XVIII века и античная классика. Он создал переводы произведений Катулла, Пиндара, Гомера и других античных классиков. Есть переводы и с других языков: с грузинского (Николоз Бараташвили), украинского (Василь Махно) и др. Помимо литературы и переводов, Максим Амелин занимается издательской деятельностью.
В настоящее время — главный редактор «Объединенного гуманитарного издательства (ОГИ)»

## Произведения
- Холодные оды — М.: Symposium, 1996.
- Dubia — СПб.: ИНАПРЕСС, 1999. — 99 c.
- Конь Горгоны — М.: Время, 2003. — 124 c.
- Девять измерений. Антология новейшей русской поэзии. / Сост.: Б. Кенжеев, М. Амелин, П. Барскова, С. Тимофеев, Д. Воденников, Д. Давыдов, Д. Кузьмин, К. Маренникова, М. Маурицио, И. Кукулин. — М.: Новое литературное обозрение, 2004. — 408 с.
- Гнутая речь — М.: Б. С. Г.-Пресс, 2011. — 464 с.
- Веселая наука, или Подлинная повесть о знаменитом Брюсе, переложенная стихами со слов очевидцев - М: Август, 2018. - 72 с.
- Книга нестихов - M: Б.С.Г.-Пресс, 2021. - 256 c.

## Переводы
- Гай Валерий Катулл. Избранная лирика. / Пер. М. Амелина. — (Серия «Античная библиотека». Раздел «Античная литература»). — СПб.: Алетейя, 1997. — XVI+304 с.
- Приапова книга / Пер. с лат., комм. М. Амелина. — М.; СПб.: Летний сад, 2003. — 122 с.
- Гай Валерий Катулл. Стихотворения. / Пер. М. Амелина. — (Серия «Билингва») — М.: Текст, 2010.

## Премии и награды
- «Антибукер» (1998)
- Премия журнала «Новый мир»
- Большая премия «Московский счёт» (2004)
- Бунинская премия (2012)
- Премия Александра Солженицына (2013) — «за новаторские опыты, раздвигающие границы и возможности лирической поэзии, за развитие многообразных традиций русского стиха и за обширную просветительскую деятельность во благо изящной словесности»[6].
- Премия «Поэт — 2017»
- Премия Президента Российской Федерации за вклад в укрепление единства российской нации 2020 года (3 ноября 2020 года)[7].

## Переводы на другие языки

### Английский язык
- Amelin M. The Joyous Science | Амелин, Максим Весёлая наука, или Подлинная повесть о знаменитом Брюсе, переложенная стихами со слов очевидцев [Пер. на англ.: Mong, Derek; Fisher, Anne O.]. — Нью-Йорк: White Pine Press, 2018. — 190 с. — ISBN 978-1-945680-19-9

### Армянский язык
- Ամելին, Մաքսիմ  Ծմռված լեզու | Амелин, Максим Гнутая речь [Пер. на арм. Геворга Гиланца]. — Ереван: Hrant Matevossian Cultural Charity Foundation, 2019. — 372 с. — ISBN 978-9939-1-0981-7

### Немецкий язык
- Amelin M. Arkadentempel. Gedichte | Амелин, Максим Гнутая речь [Пер. на нем.: Nitzberg, Alexander]. — Вена: Klever Verlag, 2013. — 91 с. —  ISBN 978-3-902665-62-1

### Сербский язык
- Ameljin M. Potčinjena reč | Амелин, Максим Гнутая речь [Пер. на серб.: Milenić, Žarko. — Нови Сад: Академска књига, 2021. — 167 с. — ISBN 978-86-6263-339-2